# Змиевидни морски звезди
Змиевидни морски звезди или Офиури (Ophiuroidea, на гръцки ὄφις „змия“, οὐρά „опашка“) ca клас безгръбначни животни от тип Иглокожи. Съществуват повече от 2000 вида дънни безгръбначни. Обитатели са както в моретата, така и в океаните. Тялото на едно подобно безгръбначно се състои от един център и диск, понякого с диаметър до 10 см, но не повече. Изградено е и от разклонени малки лъчи, като познатият ни морски обитател, морска звезда. Тези лъчи са покрити с тънки варовити пластинки. Тези същества се развиват масово. Размножаването на тези организми се извършва чрез делене. Някои от тези видове имат способността да светят, отличават се в дълбините, но това не им помага, защото хищниците ги намират по-лесно.